# Mami Ashino
Mami Ashino (22 luglio 1993) è una pallavolista giapponese.
Gioca nel ruolo di schiacciatrice nelle Sendai Belle Fille.

## Carriera
La carriera di Mami Ashino inizia a livello scolastico, con la formazione del Liceo Furukawa Gakuen. Diventa professionista esordendo in V.Premier League nella stagione 2012-13, vestendo la maglia delle Pioneer Red Wings. Dopo la chiusura del suo club, nel campionato 2014-15 va a giocare in V.Challenge League con le Sendai Belle Fille.